# Estevan (Canadá)
Estevan es una ciudad canadiense, la undécima más grande de la provincia de Saskatchewan. Se encuentra a aproximadamente 16 km al norte de la frontera entre Canadá y Estados Unidos. El río Souris pasa por la ciudad. Esta ciudad está rodeada por el Municipio Rural de Estevan No. 5.